# Тритон Карелина
Тритон Карелина (лат. Triturus karelinii) — вид животных из рода тритонов (лат. Triturus) отряда хвостатых земноводных.

## Распространение
Тритон Карелина распространён на юге и востоке Европы: в Болгарии, Греции, западной и северной части Турции, Сербии, Грузии, Азербайджане, на Российском Кавказе и в Крыму.

## Описание
Внешне тритон Карелина похож на гребенчатого тритона, отличается большей длиной туловища и массивностью, также у тритона Карелина величина гребня меньше.
Кроме того, тритон Карелина отличается большей длиной тела — в среднем она составляет 13 см, но встречаются и экземпляры, достигшие 18 см в длину. Исходя из этого, тритон Карелина считается самым крупным из рода тритонов.
Кожа крупнозернистая или шершавая на ощупь. Окраска тела — от коричневого цвета до серого с тёмными пятнами. По бокам тела и хвоста — мелкие белые пятнышки. Брюшко и горло окрашено в жёлтый или оранжевый цвет с мелкими чёрными пятнышками. В брачный период у самцов развивается спинной гребень.

## Образ жизни
Населяет горные и лесные территории.
Половой зрелости тритон Карелина достигает на 3—4-й год жизни. Во время сезона размножения (с марта по июнь) тритонов можно найти в стоячих или полупроточных водоёмах, болотах, озёрах и прудах. После размножения остаётся в водоёме и покидает его в августе. Метаморфоз личинок происходит в период с августа по октябрь. Продолжительность жизни самцов составляет до 8 лет, самок — до 11 лет.

## Систематика
Ранее тритон Карелина считался одним из подвидов гребенчатого тритона. По результатам недавних кариологических и биохимических исследований он был выделен в самостоятельный вид. В настоящее время у тритона Карелина выделяют два подвида:
- Triturus karelinii karelinii Strauch, 1870 — номинативный подвид,
- Triturus karelinii arntzeni Litvinchuk, Borkin, Dzukic, и Kalezic, 1999[5].